# 伍爾維奇鎮區 (新澤西州)
伍爾維奇鎮區（英語：Woolwich Township）是位於美國新澤西州格洛斯特縣的一個鎮區。

## 地方資料
伍爾維奇鎮區的面積為55.41平方千米，當中陸地面積為54.58平方千米，而水域面積為0.83平方千米。根據2020年美國人口普查的數據，當地共有人口12577人，而人口密度為每平方千米226.98人。